# ینس هولتن
ینس هولتن (به سوئدی: Jens Hultén) (زاده ۶ دسامبر ۱۹۶۳) بازیگر سوئدی است.
از فیلم‌های معروف او می‌توان به بازی در فیلم مأموریت غیرممکن ۵، پیرمرد صدساله‌ای که فلنگ را بست و ناپدید شد و دزدها اشاره کرد.